# Jardim das Palmeiras (escola de samba)
O Grêmio Recreativo Cultural Escola de Samba Jardim das Palmeiras (ou simplesmente Jardim das Palmeiras) é uma escola de samba de São José, em Santa Catarina, que desfila na cidade e no Carnaval de Florianópolis.
A escola fica sediada no Jardim das Palmeiras, comunidade que faz parte do bairro Forquilhinha.

## História
A agremiação foi fundada como Filhos do Rei do Jardim das Palmeiras, em 6 de agosto de 2005, a partir da proposta de fazer com que os moradores do Jardim das Palmeiras passassem o carnaval no bairro. Após o primeiro desfile, o bloco foi renomeado para Unidos do Jardim das Palmeiras.
Em 2008 o bloco foi campeão do carnaval de São José.
Após esse histórico, a Jardim das Palmeiras recebeu o convite para se juntar ao carnaval da capital, Florianópolis. Para o carnaval de 2017, a agremiação iria contar a relação dos homens e mulheres com o mar de Florianópolis através do tempo, mostrando as transformações da cidade através do mar, enredo este assinado pela dupla de carnavalescos Fernando Constâncio e Christian Fonseca. No entanto, o desfile dos grupos de acesso de 2017 e de 2018 acabaram cancelados.
Em 2019, em seu retorno, conquistou o vice-campeonato do Carnaval da Grande Florianópolis com o enredo "Meiembipe - As águas de Florianópolis". Em 2020, disputou o acesso mais uma vez com o enredo "Liberata - Uma história de Resistência que inspira a liberdade". Desde esse carnaval, com a saída da Futsamba Josefense, o Jardim passa a ser a única escola josefense.
Em 2020 o Jardim levou para a passarela o Enredo "Liberata, uma história de liberdade", que conta a história da primeira mulher negra a conquistar a sua liberada na justiça, um marco importante para a cultura negra e para a história da mulher em Santa Catarina, conquistando o segundo lugar do Grupo de Acesso do Carnaval.
Nos dois anos seguintes veio a estagnação dos eventos provocados pela pandemia de COVID-19. A escola se manteve com lives e deste período surgiu o Projeto Samba São José, uma roda de amigos criada para manter a cultura do samba viva na cidade.
Em 2023 o carnaval retorna e a escola leva para a avenida a história do teatro mais antigo de Santa Catarina, cujo enredo era “Ribalta Josefense: O Teatro Brasileiro em Cena no Adolpho Mello!”. Em 2024, o Jardim trouxe um carnavalesco de São Paulo, e o enredo “É no toque do adarrum que santo de casa vira devoção!” contou a história dos santos católicos que se conectam aos santos das religiões de matrizes africanas para cantar e embalar a passarela. A Jardim recebeu o Prêmio de Melhor Samba Enredo do Carnaval 2024 do Troféu Carlos Magno.
Em 2025, a escola trouxe o enredo "Matriarcas do Axé" e foi a penúltima escola a se apresentar na Nego Quirido. A escola de samba terminou em sexto lugar, melhor colocação da história da agremiação, até o momento. O desfile também conquistou quatro prêmios do Troféu Carlos Magno: Melhor Bateria, Melhor Enredo, Melhor Grupo Musical e Melhor Carnavalesco (Christian Fonseca e Fernando Constâncio).

## Segmentos

### Presidência
| Presidente / Vice                    | Mandato     | Referência |
| ------------------------------------ | ----------- | ---------- |
| Jorge Rita e Carlos Santana          | 2013 - 2017 | [ 2 ]      |
| Renann Inácio e Carlos Santana       | 2017 - 2021 | [ 7 ]      |
| Renann Inácio Rita e Luiza Fontana   | 2021 - 2023 |            |
| Rennan Inácio Rita e Haron Rodrigues | 2023 - 2026 |            |

### Carnavalesco
| Carnavalesco                            | Período     |
| --------------------------------------- | ----------- |
| Fernando Constâncio                     | 2016        |
| Sem Carnaval                            | 2017 e 2018 |
| Christian Fonseca e Fernando Constâncio | 2019 - 2020 |
| Sem Carnaval                            | 2021 e 2022 |
| Renan Paskuau                           | 2023        |
| Michael Smith                           | 2024        |
| Christian Fonseca e Fernando Constâncio | 2025 e 2026 |

### Comissão de Frente
| Coreógrafo(a) | Período     | Referência |
| ------------- | ----------- | ---------- |
| Diego Tavares | 2016 - 2013 | [ 7 ]      |
| Joice Flores  | 2024 - 2025 |            |
| Akauã Andrade | 2026        |            |

### Porta-Estandarte
| Porta-Estandarte | Ano  | Referência |
| ---------------- | ---- | ---------- |
| Amanda Ramos     | 2024 |            |

### Casais de Mestre-Sala e Porta-Bandeira
| 1º Casal                                        | 2º Casal                        | Ano  | Referência |
| ----------------------------------------------- | ------------------------------- | ---- | ---------- |
| Renan Filho e Nizilaine Goes Ferreira           |                                 | 2016 |            |
| Luis Carlos de Araújo e Nizilaine Goes Ferreira |                                 | 2019 | [ 7 ]      |
| Luiz Carlos de Araújo e Júlia Marçal            | Fanny Kazzia e Felipe           | 2023 |            |
| Cintia Machado e Luciano Batuta                 | Thaise Gonzaga e Guilherme Mina | 2024 |            |
| Wallacy Nascimento e Fernanda Fonseca           | Willian Lemes e Amanda Ramos    | 2025 |            |
| Wallacy Nascimento e Fernanda Fonseca           | Willian Lemes e Amanda Ramos    | 2026 |            |

### Diretores
| Ano  | Diretor de Carnaval                                                     | Diretor Geral de Harmonia                   | Mestre de bateria | Diretor Musical  | Ref.  |
| ---- | ----------------------------------------------------------------------- | ------------------------------------------- | ----------------- | ---------------- | ----- |
| 2016 | Renann Inácio                                                           | Jefferso Romão e Fernando Augusto           | Edgar da Rosa     |                  | [ 1 ] |
| 2019 | Amanda Nicoleit                                                         | Robson                                      | Edgar da Rosa     |                  | [ 7 ] |
| 2020 | Amanda Nicoleit                                                         |                                             |                   |                  |       |
| 2023 | Júnior Macedo                                                           | Cae Martins e Anderson Cabeça               | Paulão            | Iury Inácio Rita |       |
| 2024 | Renann Inácio                                                           | Caê Martins, Anderson Cabeça e Márcio Mello | Paulão            | Iury Inácio Rita |       |
| 2025 | Christian Fonseca, Fernando Constâncio, Haron Rodrigues e Renann Inácio | Jeferson Rogério de Oliviera                | Victor Felipe     | Iury Inácio Rita |       |
| 2026 | Lucas Reis                                                              | Jeferson Rogério de Oliviera                | Victor Felipe     | Iury Inácio Rita |       |

### Rainha de Bateria
| Período     | Rainha             | Ref.  |
| ----------- | ------------------ | ----- |
| 2016 - 2024 | Michelle Santos    | [ 1 ] |
| 2025 - 2026 | Michelle Witkowski |       |

### Corte
| Período | Rainha da Escola | 1ª Princesa     | 2ª Princesa  | Musa               | Ref.  |
| ------- | ---------------- | --------------- | ------------ | ------------------ | ----- |
| 2023    | Luiza Fontana    |                 |              |                    | [ 1 ] |
| 2024    | Dayana Mello     | Flávia Tramonti | Alice Lence  | Júlia dos Santos   |       |
| 2025    | Flávia Tramonti  | Júlia Santos    | Deniria Izis | Cintia Castanheiro |       |
| 2026    |                  |                 |              |                    |       |

### Carnavais
| Ano                                             | Colocação   | Grupo    | Enredo | Carnavalesco                            | Intérprete           | Ref.                |
| ----------------------------------------------- | ----------- | -------- | --- | --------------------------------------- | -------------------- | ------------------- |
| 2008                                            | Campeã      | Bloco-SJ | Em noite de lua cheia, os Orixás abençoam o Jardim das Palmeiras Compositores:Marçal do Samba e Rafael Leandro |                                         |                      | [ 8 ]               |
| 2009                                            | 3º Lugar    | Bloco-SJ | Indústria Josefense                                                                                            |                                         |                      |                     |
| 2010                                            | Campeã      | Bloco-SJ | Boêmia Josefense                                                                                               |                                         |                      |                     |
| 2011                                            |             | Bloco-SJ | |                                         |                      |                     |
| 2012                                            | Campeã      | Bloco-SJ | Charles Colzani                                                                                                |                                         |                      | [ 9 ]               |
| 2013                                            |             | Bloco-SJ | |                                         |                      |                     |
| 2014                                            | Campeã      | Bloco-SJ | Ivonir Machado                                                                                                 |                                         |                      | [ 10 ]              |
| 2015                                            | Campeã      | Bloco-SJ | Comparação dos Mundos                                                                                          |                                         |                      |                     |
| 2016                                            | Campeã      | Acesso A | Raphael Soares – O voo do menino Beija-Flor                                                                    | Fernando Constâncio                     | Guilherme Partideiro | [ 1 ] [ 11 ] [ 12 ] |
| Não ocorreram desfiles do acesso em 2017 e 2018 |             |          | |                                         |                      |                     |
| 2019                                            | Vice-Campeã | Acesso   | Meiembipe - As águas de Florianópolis Compositores:Marçal do Samba e Rafael Leandro                            | Fernando Constâncio e Christian Fonseca | Guilherme Partideiro | [ 13 ]              |
| 2020                                            | 3º Lugar    | Acesso   | Liberata - Uma história de resistência que inspira a liberdade                                                 | Fernando Constâncio e Christian Fonseca | Guilherme Partideiro | [ 4 ]               |
| Não ocorreram desfiles em 2021 e 2022.          |             |          | |                                         |                      |                     |
| 2023                                            | 8º Lugar    | Especial | Ribalta Josefense: O Teatro Brasileiro em Cena no Adolpho Mello!                                               | Renan Paskuau                           | Guilherme Partideiro | [ 14 ]              |
| 2024                                            | 9º Lugar    | Especial | É no toque do adarrum que santo de casa vira devoção!                                                          | Michael Smith                           | Guilherme Partideiro |                     |
| 2025                                            | 6° Lugar    | Especial | Matriarcas do Axé                                                                                              | Fernando Constâncio e Christian Fonseca | Guilherme Partideiro | [ 15 ]              |
| 2026                                            |             | Especial | Fé nas Águas - Caminhos de Devoção, Celebração e Religiosidade                                                 | Fernando Constâncio e Christian Fonseca | Mará de Nilópolis    |                     |